# Жђислав Бексињски
Жђислав Бексињски (пољ. Zdzisław Beksiński; Санок, 24. фебруар 1929 — Варшава, 21. фебруар 2005) био је пољски сликар, фотограф и вајар. Све његове слике су биле или Барокног, или Готичког стила. Први стил су одликовале слике из периода Фантастичног реализма када је сликао узнемиравајуће слике из пост-апокалиптичног, надреалног окружења. Други стил је апстрактнији, гдје се увиђа доминација форме, као што се могло видети на његовим каснијим радовима. 
Бексињски је убијен 2005. године.

## Ранији живот
Рођен је у граду Санок, на југу Пољске. После студирања архитектуре у Кракову, вратио се у Санок 1955. године. Провео је неколика година као надзорник градилишта. Бексински је мрзео тај посао. У то време, заинтересовао се за фотомонтажу, умјетничку фотографију, вајање и сликање. Правио је склуптуре од гипса, метала и жице. Његове фотографије су садржавале неколико тема које су се могле пронаћи у његовим каснијим сликама, као што су искривљена људска лица, пејзажи и објекте веома неправилног облика које је додатно покушао да изрази помоћу светла и сене. Његове фотографије су такође приказивале узнемиравајуће слике, као што је уништено лице лутке дјетета, портрете људи без лица као и људе са лицима обавијеним завојима. Касније се он концентрисао на сликање, а његове прве слике су биле апстрактне природе.

## Сликање и цртање

### Техника
Бексињски није имао никакво формално образовање као сликар. Његове слике су обично сликане са уљаним бојама на тврдој плочи, коју је он сам припремао, иако је експериментисао са акрилним бојама. Није волео тишину, те је увијек слушао класичну музику док је сликао. Иако је болео класичну музику, Бексињски је ценио и рок музику.

### Фантастични реализам
Прва престижна изложба 1964. године у Варшави је била његов први већи успех, а све његове слике су продате. 
Почео је да слика пун ентузијазма, и константо је радио(увијек слушајући класичну музику). Убрзо је постао водећи сликар у модерној пољској умјетности. Касних 1960-их, Бексињски је ушао у, како је он то називао, Фантастични период, који је трајао све до 1980-их. Ово је његов најпознатији период, у којем је направио веома узнемиравајуће слике које су показивале надреално, пост-апокалиптично окружење гдје су детаљно приказане сцене смрти, трулежи, пејзажа испуњених костурима, деформисааних фигура и пустиња. Ове слике су биле веома детаљне, рађене његовом чувеном прецизношћу. У то време, Бексињски је изјавио Желим да сликам на такав начин као да фотографишем снове.
И упркос тамним тоновима, Бексињски је рекао да су његови радови погрешно схваћени, и да су, по његовом мишљењу, оптимистични и хумористични. Већину времена, и сам Бексински је признавао да не зна шта његова дјела у потпуности значе, те је због овога, одлучио да не да име ниједној његовој слици. Прије него што се преселио у Варшаву, Бексињски је у његовом дворишту запалио велики број његових дјела, јер је сматрао да су неки били превише лични, а да неки једноставно, нису били довољно добри.

### Каснији рад
1980-те су биле време промене за Бексињског. Његова дела постала су популарна у Француској захваљујући напорима Пјотра Дмоховоског, а стекао је и велику популарност у Западној Европу, САД и Јапану. Његова дела у 1980-им и 1990-им била су фокусирана на монументалне призоре, насликана су ограниченом и често пригушеном палетом боја, укључујући и велики број крстова. Дела рађена у овоме стилу су обично изгледала као скицирана снажним линијама, а била су много мање раскошна од слика у периоду фантастичног реализма, али су била једнако моћна и доминантна. 1994. године, Бексињски је објаснио „Идем у правцу поједностављења позадине, а у исто време веће деформације фигура, које су сликане без утицаја природног светла и сене. Али ипак желим да направим слику за коју ће сви знати да сам је ја насликао.”.
Касних деведесетих открио је рачунаре, дигиталну фотографију и фото-манипулацију, области на које се фокусирао до краја свог живота.

## Породичне трагедије
1990-е године су биле веома тежак период за Бексињског. Његова жена Зофија преминула је 1998. године, а годину касније, 1999. године, дан пре Божића, његов син Томас починио је самоубиство. Бексински је пронашао тело свог сина. Пошто се није могао помирити са чињеницом да му је син мртав, наставио је да чува коверту коју је написао за Томаса, у случају да умре. Дана 21. фебруара 2005. године, Бексињски је пронађен мртав у свом стану, са 17 убода ножем, од којих су два била фатална. Бексињског је убио тинејџер Роберт Купјец, син дугогодишњег Бексињсковог чувара, након што је Бексињски одбио да му да зајам од неколико стотина злота. Роберт је осуђен на 25 година затвора, а његов саучесник, Лукас Купјец на 5 година затвора.

## Личност
Иако су Бексињскове слике биле туробне, он је био веома пријатна особа која је знала да ужива у разговору и која је имала чудан смисао за хумор. Био је искрен, скроман и понекада стидљив, те је избегавао јавне догађаје, укључујући и отварање сопствених изложби. Музика му је била главни извор инспирације. Тврдио је да га нису инспирисале литература, биоскоп или радови других уметника, и скоро никада није посећивао музеје или друге изложбе. Бексињски је избегавао конкретну анализу садржаја свог дела, говоривши Не могу да смислим разумну изјаву о слици. Поготово је одбацивао оне који су тражили или нудили једноставне одговоре на "значење" његових радова. 

## Уметничко наслеђе
У граду Саноку у Пољској, постоји музеј посвећен Бексињском. Музеј има 50 слика и 120 цртежа и колекције Дмоховског. Његова дела могу да се пронађу и у Градској галерији уметности у граду Częstochowa у Пољској. Дана 18. маја 2012. године, многе познате личности, укључујући министра за регионални развој, присуствовали су церемонијалном отварању Нове галерије Жђислава Бексињског, која је изграђена у обновљеном делу дворца. На дан 19. маја 2012. године, галерија је отворена за јавност.
Бексињскијев крст, који има карактеристичан Т облик који је уметник често користио, био је постављен у пустињи Невада за годишњи догађај Burning Man, када се симболично пали велика дрвена скулптура.